# 弗伦迪
弗伦迪是葡萄牙波尔图区的一个堂区。总面积2.67平方公里，总人口815人，人口密度305.2人/平方公里。